# 38.º Distrito Congressional da Califórnia
O 38º Distrito Congressional da Califórnia (em inglês:  California's 38th congressional district) é um dos 53 distritos congressionais do estado norte-americano da Califórnia, segundo o censo de 2000 sua população é de 639.088 habitantes, sua área é de 105 km, tem uma renda per capita de 42.408 dólares.